# Issa ibn Xaykh aix-Xaybaní
Abu-Mussa Issa ibn aix-Xaykh ibn as-Salil ad-Dhulí aix-Xaybaní (àrab: أبو موسى عيسى بن الشيخ بن السليل الذهلي الشيباني, Abū Mūsā ʿĪsā b. ax-Xayẖ b. as-Salīl aḏ-Ḏulī ax-Xaybānī), més conegut simplement com a Issa ibn aix-Xaykh, fou un governador àrab que va exercir les seves funcions a Palestina, Diyar Bakr i Armènia. Era membre i cap de la tribu Banu Xayban de la Jazira del grup Rabia dels Bakr.
Apareix esmentat per primer cop el 848. Muhàmmad ibn Bayth governava el 848 un feu a Marand i a l'entorn del llac Úrmia que havien format el seu avi i el seu pare al-Bayth (o al-Buayth). Havia estat tant aliat com enemic de Babek, i la seva darrera aliança li havia costat l'empresonament a Samarra però havia estat alliberat i ara tornava a governar i s'havia fortificat a Marand sense obeir ordes. Un exèrcit dirigit per Bugha al-Xarabi va marxar contra el rebel i Issa feia part del contingent i fou encarregat de la negociació, ja que els rebels eren del mateix grup tribal (rabites). Finalment es van rendir quasi tots, i Muhàmmad va fugir però fou atrapat al cap de poc i enviat a Samarra.
Torna a aparèixer el 865 quan combatia als kharigites dirigits per Muwaffak al que va fer presoner. El mateix any exercia un comandament militar a Palestina o Síria a la frontera amb els romans d'Orient (probablement era prefecte o governador de Ramla potser des de 863 o 864. Quan al-Mutazz va pujar al tron el 28 de gener del 866, alguns governadors van estar a l'expectativa sobre si reconèixer al nou califa o no; Issa que devia ser governador de Ramla, almenys des del 865 sinó el 863 o 864), va dubtar. Issa ibn Muhàmmad al-Naixwari de Damasc el va atacar, el va derrotar a la riba del riu Jordà i el va fer fugir a Egipte mentre al-Naixwari va ocupar Ramla, la capital provincial. Llavors al-Mutazz, que no volia l'ampliació del poder d'al-Naixwari, va enviar contra ell al turc Muhàmmad ibn al-Muwallad que el va expulsar de Ramla. Poc després va retornar Issa, que mentre era a Egipte havia jurat lleialtat a al-Mutazz i va recuperar Ramla; el desembre del 866 fou nomenat governador de Palestina pagant una quantitat de diners important a Bugha al-Xarabi, molt influent fins al 868 quan fou deposat i executat. Abu l-Maghra ibn Musa ibn Zurara, emir de l'Arzanene, fou nomenat delegat del califa a Ramla.
Aviat Issa va estendre el seu govern a Damasc. Al-Múhtadi va arribar al poder el juliol del 869 i va amnistiar a tots els que havien causat disturbis i usurpat els poders territorials. Issa s'havia apoderar dels impostos d'Egipte i va rebre orde de retornar-los però va refusar, i va esdevenir econòmicament independent. El califa va enviar emissaris per reclamar però Issa va al·legar que havia gastat els diners en pagar les tropes. El califa li va oferir el govern d'Armènia a canvi del reconeixement de la seva persona (que Issa encara no havia fet) i va acceptar, esperant conservar també Síria i Palestina, però el califa no tenia cap intenció de deixar-li aquestes províncies i va enviar al turc Amadjur, que fou nomenat governador de Damasc; es va lliurar batalla davant de Damasc i el seu fill Mansur ibn Issa va resultar mort. Amadjur va triomfar i Issa va desistir i va marxar cap al seu govern d'Armènia (870 o 871) que incloïa l'Azerbaidjan, Djazira i Diyar Bakr; Armènia mateix era governada per Asoci I el gran (Asoci Artsruni 854 - 890), però s'havien creat petits emirats àrabs a la regió del llac Van (els uthmànides) (localment utmaniq) i els qaysites (localment kaisiq) que estaven amenaçats per Asoci que estava a punt d'assetjar Amiuk, la capital uthmànida a la riba oriental del llac Van.
El 871, davant la inactivitat de l'emir sàjida i ostikan d'Armènia, Abu-s-Saj Díwdad ibn Díwdast, els othmànides de Amiuk i l'emir de Manazkert i d'Apahunik, atacats pels armenis, van cridar al governador (emir) de Diyar Bakr, Issa ibn Xaykh aix-Xaybaní, que fou reconegut pel califa com ostikan d'Armènia (871). Issa va marxar contra Asoci Artsruni de Baspracània que estava assetjant Kokhpanik; Asoci va deixar el setge i ambdós exèrcits es van trobar a prop de la ciutat de Van. El cavalleresc Gurguèn príncep de Mardastan no va dubtar en unir les seves forces a les d'Asoci, que era el seu antic enemic, però els àrabs eren 15000 i els armenis dos mil. Fou un príncep Arzeruni, Gagik Abu Morvan qui va negociar un acord, i ambdós exèrcits es van retirar i a canvi de parar l'ofensiva i d'entregar ostatges, Asoci fou deixat en pau. Issa es va traslladar a Bardaa a l'Azerbaidjan on va fixar la seva residència.
Allí va posar al front a un lloctinent de nom Muhàmmad ibn Abd al-Wahib al-Tamimi al-Yamami (Yamaniq o Ememiq dels armenis). Quan va tornar a Armènia va veure que el poder real l'exercien els bagratuní i els Arzerunis i llavors el seu lloctinent a l'Azerbaidjan, Muhàmmad al-Yemení, es va revoltar a Bardaa. Durant un any Issa va tractar d'expulsar-lo de Bardaa sense èxit. Issa va obtenir el suport del rei d'Armènia però no fou suficient. Com que va passar el temps i Issa no aconseguia imposar-se (877-878) els feudals armenis van anar a la cort califal a demanar un altre governador i en concret van demanar a Muhàmmad ibn Khàlid que havia estat governador del 858 al 862. El Califa ho va concedir (878). Issa va haver de marxar cap al Diyar Bakr (Amida) sense poder recuperar l'Azerbaidjan. Nominalment fou governador d'Armènia fins a la seva mort el 882/883, però després del 878 només dominava el Diyar Bakr i el califa va nomenar un nou governador (i després un altre, ja sense cap poder a la regió).
Vers el 880 va lluitar contra Ixak ibn Kundadjik, governador de Mossul i pretendent del govern de la Djazira i Diyar Bakr. Ibn Kundadjik va haver d'enfrontar a un poderós moviment kharigita dirigit per un cap de nom Ixak ibn Ayyub de Nasibin, amb suport del taghlibita Hamdan ibn Hamdun, però els va derrotar; llavors Ixak ibn Ayyub va demanar ajut a Issa d'Amida i al seu lloctinent l'emir Abu l-Maghra ibn Musa ibn Zurara d'Arzanene; la nova coalició va derrotar Ixak ibn Kundadjik que es va retirar cap a Mossul; el califa li va atorgar el govern de Mossul, Diyar Rabia i Armènia. Issa i Abu l-Maghra van decidir fer les paus amb Ibn Kundadjik al que van acordar pagar un tribut per les seves possessions. Inicialment el governador de Mossul va refusar, però davant de conflictes interns va acceptar.
L'any següent vers 881 els kharigites i els seus aliats Issa i Abu l-Maghra es van reorganitzar i van reprendre la guerra però foren derrotats per Ixak ibn Kundadjik en una decisiva batalla lliurada la primavera del 881; els derrotats foren perseguits fins a Amida, que va quedar assetjada, però no va poder ser ocupada.
Issa va morir el 882/883 o 269 de l'hègira. Els historiadors el qualifiquen de governador d'Armènia però no consta que hi exercís cap control, com tampoc ho feia Ibn Kundadjik que només governava Mossul i la Djazira. Com que després va impedir la fuita del califa al-Mutamid, el regent al-Muwaffak li va concedir el govern d'Egipte i se'n va anar a lluitar contra els tulúnides i va desaparèixer dels afers de la regió (va morir el 891/892).
A Amida (Diyar Bakr) i la Djazira el va succeir el seu fill Ahmad ibn Issa que també hauria obtingut del califa el govern d'Armènia (cosa discutida).